# Capone’s Boys – Blood Tough
Capone’s Boys – Blood Tough (Alternativtitel Kauf-DVD: Al Capone’s Killer, Originaltitel: Al’s Lads) ist ein britischer, von Alchemy Pictures produzierter B-Kriminal-Drama aus dem Jahr 2002.

## Handlung
Der Liverpooler Amateurboxer Jimmy und seine zwei besten Freunde Dan und Eddy verlassen England und wandern Ende der 1920er Jahre in die Vereinigten Staaten aus. Al Capones rechte Hand, der brutale Schläger Georgio, wird auf den talentierten Nachwuchsboxer aufmerksam und lädt ihn ein, in Chicago für ihn zu boxen und lässt ihn trainieren. Während Jimmy aufgebaut wird, verrichten Dan und Eddy kleinere Jobs in den Kreisen der Organisation von Capone. Später aber geraten die Dinge ins Wanken. Jimmy verliebt sich in die falsche Frau und Capones Sohn wird in Dans und Eddys Beisein entführt.

## Kritik
Das Lexikon des internationalen Films urteilt, der Film sei ein „[a]tmosphärisch stimmiger Gangsterfilm“, „[g]ut gespielt“ und mit „erfrischendem Humor“.